# 3,3'-oxidipropionitrilo
El 3,3'-oxidipropionitrilo, también llamado 2-cianoetil éter o 2,2'-dicianodietil éter, es un compuesto orgánico de fórmula molecular C6H8N2O. Su estructura química corresponde a un dinitrilo y un éter, estando el átomo de oxígeno central unido a dos grupos cianoetilo (-CH2-CH2-C≡N).

## Propiedades físicas y químicas
A temperatura ambiente, el 3,3'-oxidipropionitrilo es un líquido transparente incoloro —o con una tenue coloración marrón— e inodoro.
Tiene su punto de ebullición a 143 °C, aunque otros autores establecen valores de 120 °C y 182 °C, mientras que su punto de fusión es de -26 °C.
Posee una densidad mayor que la del agua (ρ = 1,043 g/cm³) y es soluble en ella en una proporción de 280 g/L. El valor del logaritmo de su coeficiente de reparto, logP = -0,58, indica una solubilidad mayor en agua que en disolventes apolares como el octanol.
Su viscosidad, 9,8 cP a 25 °C, es casi diez veces mayor que la del agua.
El 3,3'-oxidipropionitrilo gaseoso es 4,2 veces más denso que el aire.
Es un compuesto incompatible con agentes oxidantes enérgicos.

## Síntesis y usos
Los diversos métodos de obtención de 3,3'-oxidipropionitrilo suelen tener como precursor el acrilonitrilo.
Por ejemplo, se puede sintetizar 3,3'-oxidipropionitrilo calentando a 55-60 °C una mezcla de acrilonitrilo, agua, hidroquinona e hidróxido sódico pulverizado; dicha mezcla es luego neutralizada con ácido sulfúrico diluido.
También se puede hacer reaccionar 1,1,1-tris(hidroximetil)etano con acrilonitrilo en un sistema de dos fases que comprende un disolvente —benceno sustituido o tolueno— y una disolución alcalina de un hidróxido de metal alcalino o un hidróxido de metal alcalinotérreo.
Otro proceso de síntesis consiste en una reacción de adición en la cual se hacen reaccionar acrilonitrilo y agua en presencia de una base débil (carbonato o bicarbonato de metal alcalino o alcalinotérreo) a 100-130 °C de temperatura y 0,2-0,6 MPa de presión; además de 3,3'-oxidipropionitrilo, se obtiene como producto 3-hidroxipropionitrilo.
A su vez, a partir del 3,3'-oxidipropionitrilo se puede sintetizar el correspondiente tioéter, el 3,3'-tiodipropionitrilo: se procede calentando 3,3'-oxidipropionitrilo, sulfuro de hidrógeno acuoso e hidróxido de sodio (o sodamida), obteniéndose una mezcla de reacción que se destila a vacío; el residuo se disuelve en alcohol caliente y al enfriar esta disolución de alcohol, precipita el 3,3'-tiodipropionitrilo.
El 3,3'-oxidipropionitrilo puede ser utilizado en espejos electrocrómicos y otros dispositivos electroópticos, así como en baterías secundarias de litio.
También se ha propuesto su uso en la manufactura de nanocables metálicos.

## Precauciones
El 3,3'-oxidipropionitrilo es una sustanciao inflamable cuyo punto de inflamabilidad es 112 °C.
Al arder puede desprender óxidos de nitrógeno, monóxido de carbono y dióxido de carbono.
Este compuesto es tóxico si se inhala o ingiere. Debe evitarse su contacto con piel y ojos ya que es irritante, pudiendo causar también irritación en el sistema respiratorio.